# Pandeli Majko
Pandeli Sotir Majko (n. 15 de novembre de 1967) enginyer i polític, va ser el primer ministre d'Albània entre el 2 d'octubre de 1998 i el 29 d'octubre de 1999, i entre el 22 de febrer i el 31 de juliol de 2002. Després va exercir el càrrec de Ministre de la Defensa durant el govern de Fatos Nano, fins al 2005.
Graduat per la Universitat de Tirana, pertany al Partit Socialista d'Albània.